# Libellula fulva
Libellula fulva Muller, 1764  è un insetto della famiglia Libellulidae (Odonata: Anisoptera). È una delle più comuni libellule europee.

## Descrizione
Il maschio adulto ha un addome di un azzurro brillante con macchie nere. La femmina adulta ed il giovane maschio hanno un addome color arancio brillante. Le dimensioni sono grandi, dato che l'adulto misura in media 42-45 mm di lunghezza con un'apertura alare di 65-75 mm. Come in tutti gli Odonata, le ali della L. depressa hanno una ricca nervatura. Come in tutti gli Anisoptera, le ali posteriori hanno un maggiore sviluppo rispetto a quelle anteriori, per la regione remigante posteriore e la regione anale più ampie, e in riposo sono tenute aperte e orizzontali.
L'area di distribuzione raggruppa tutta l'Europa, inclusa l'Italia. Nelle isole britanniche la L. fulva è  considerata in pericolo per via della perdita del suo habitat naturale ideale.
Per via delle differenza con le altre specie del genere Libellula, la specie è stata proposta per l'inclusione nel genere Ladona Needham, 1901

## Biologia
La specie vive nelle golene, lo spazio piano compreso tra la riva di un corso d'acqua e il suo argine, e negli acquitrini in zone con una vegetazione densa ed abbondante. Le femmine depositano le uova nei rigagnoli con poca corrente. Una volta depositate, le uova restano nel fango del fiume e le larve si sviluppano sott'acqua per un periodo di circa due anni. Gli adulti vivono fra maggio e agosto, periodo durante il quale si accoppiano e depositano le uova.

## Galleria d'immagini

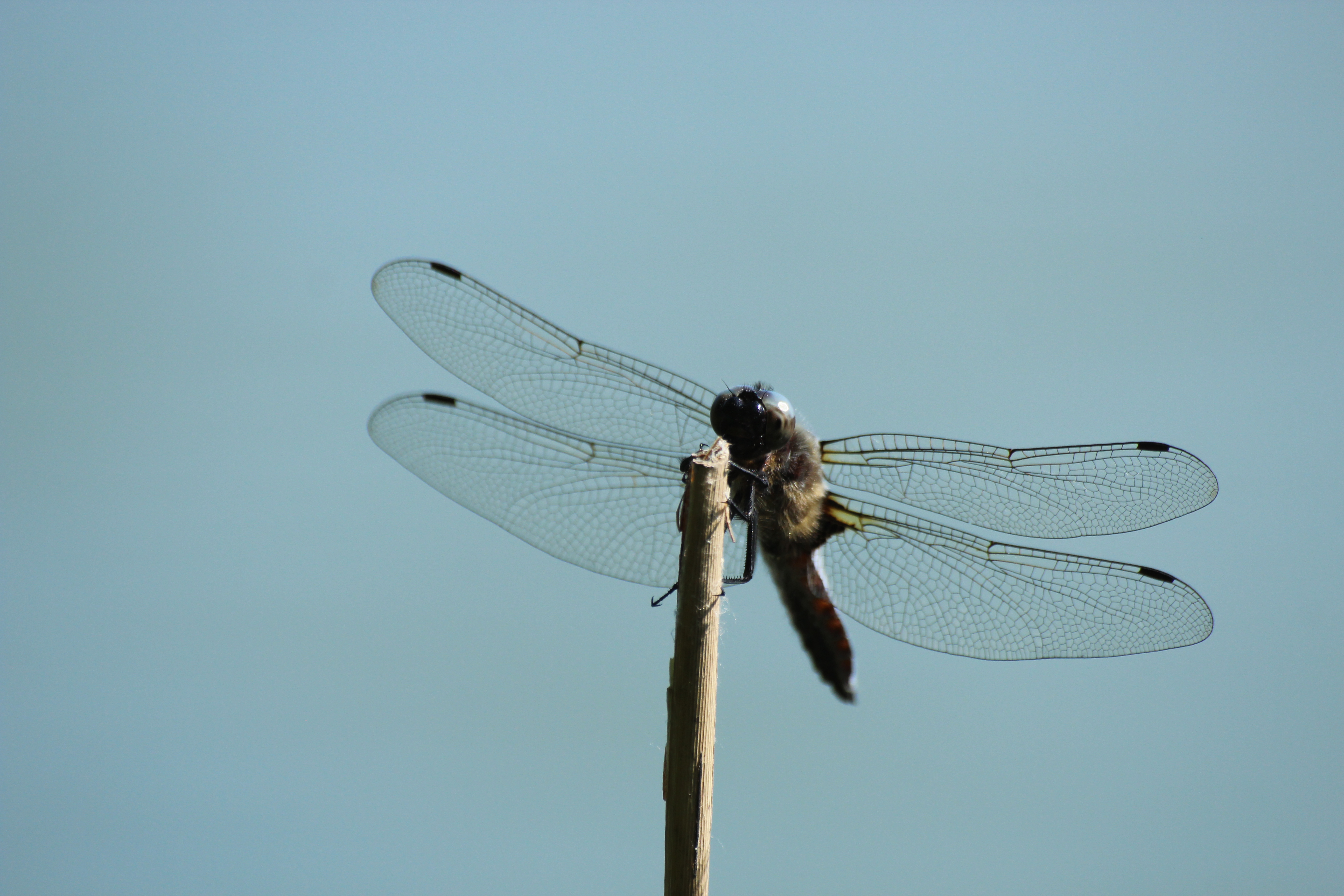
Maschio adulto (Francia)
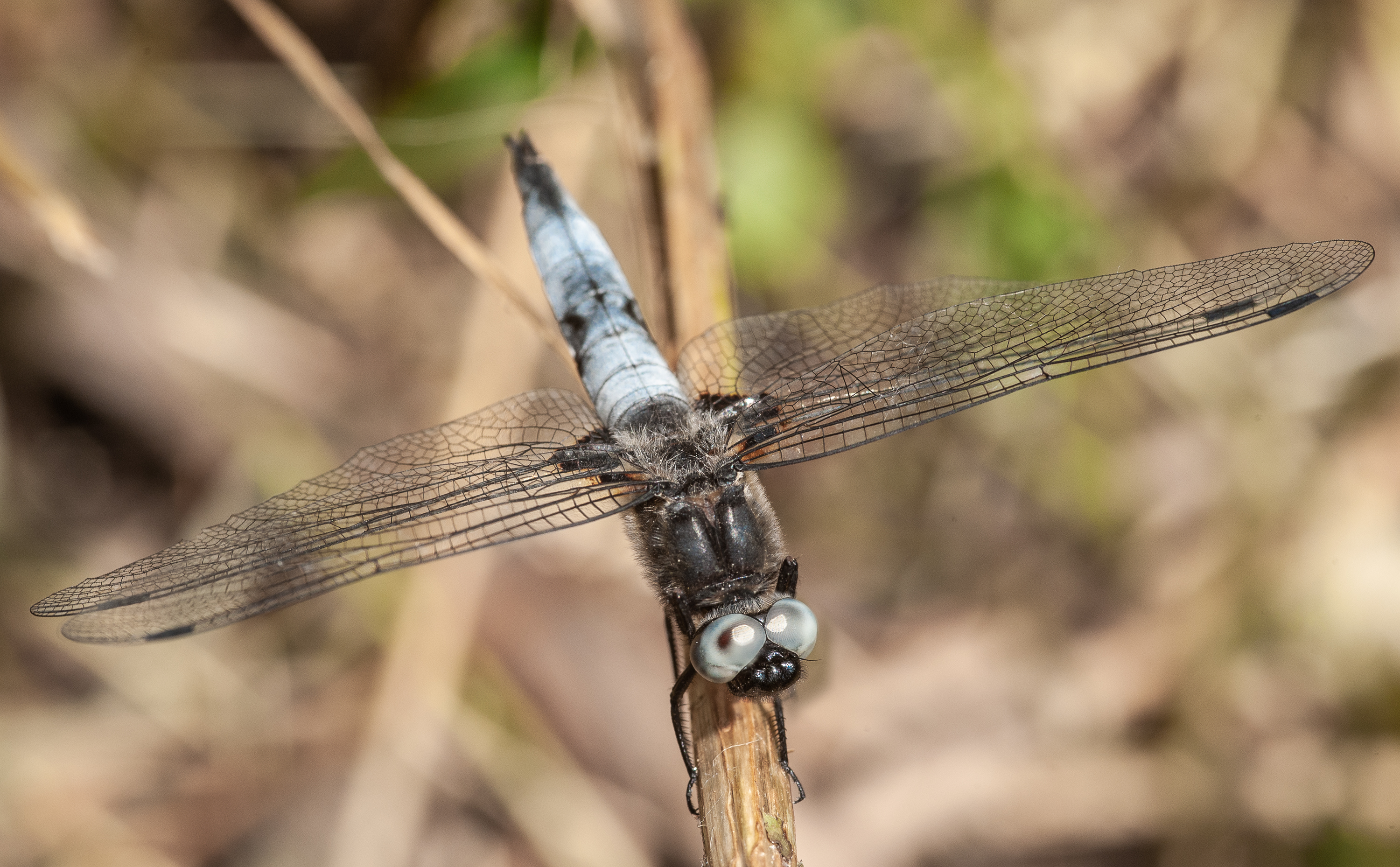
Maschio adulto (Germania)
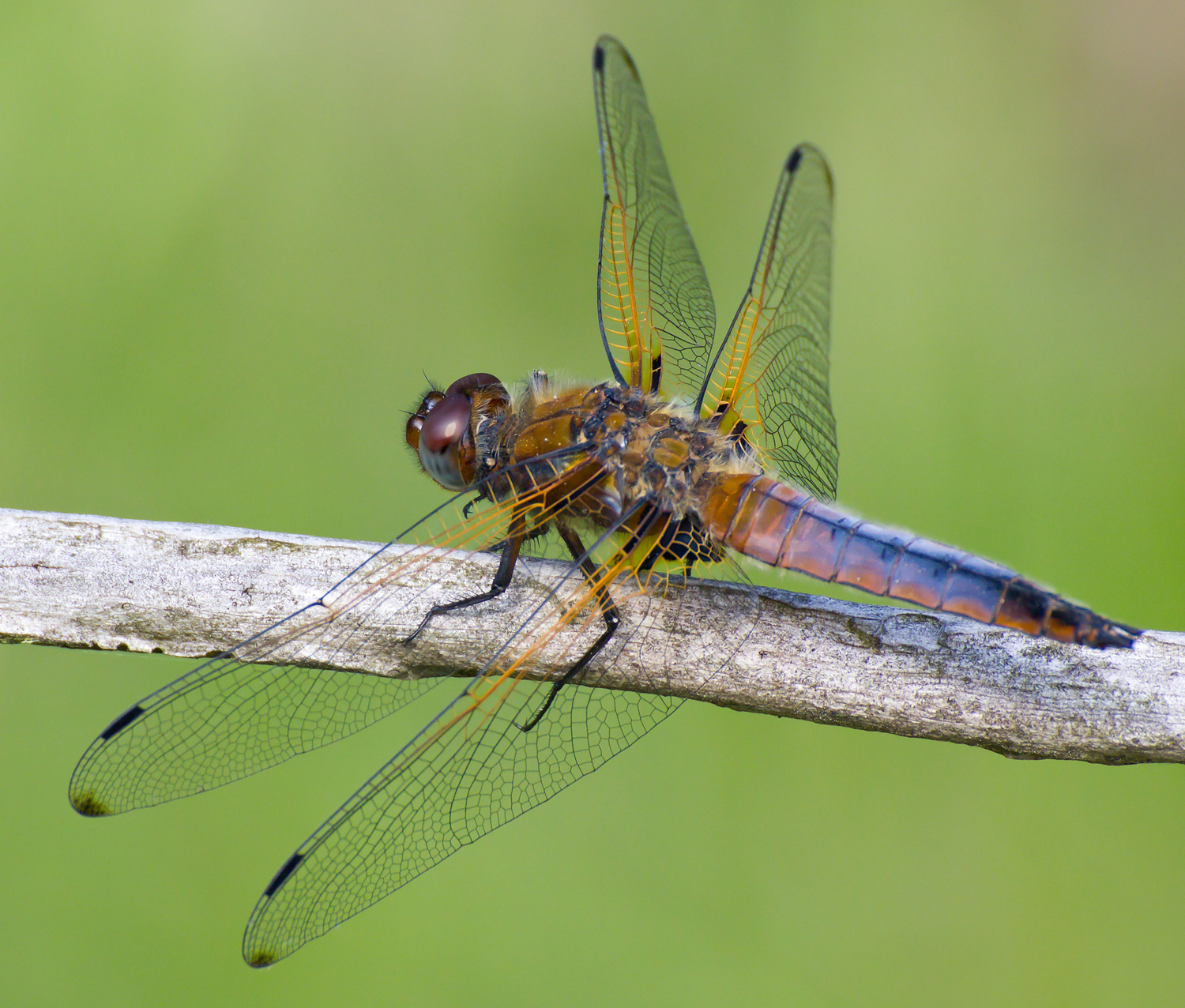
Maschio giovane  (Germania)
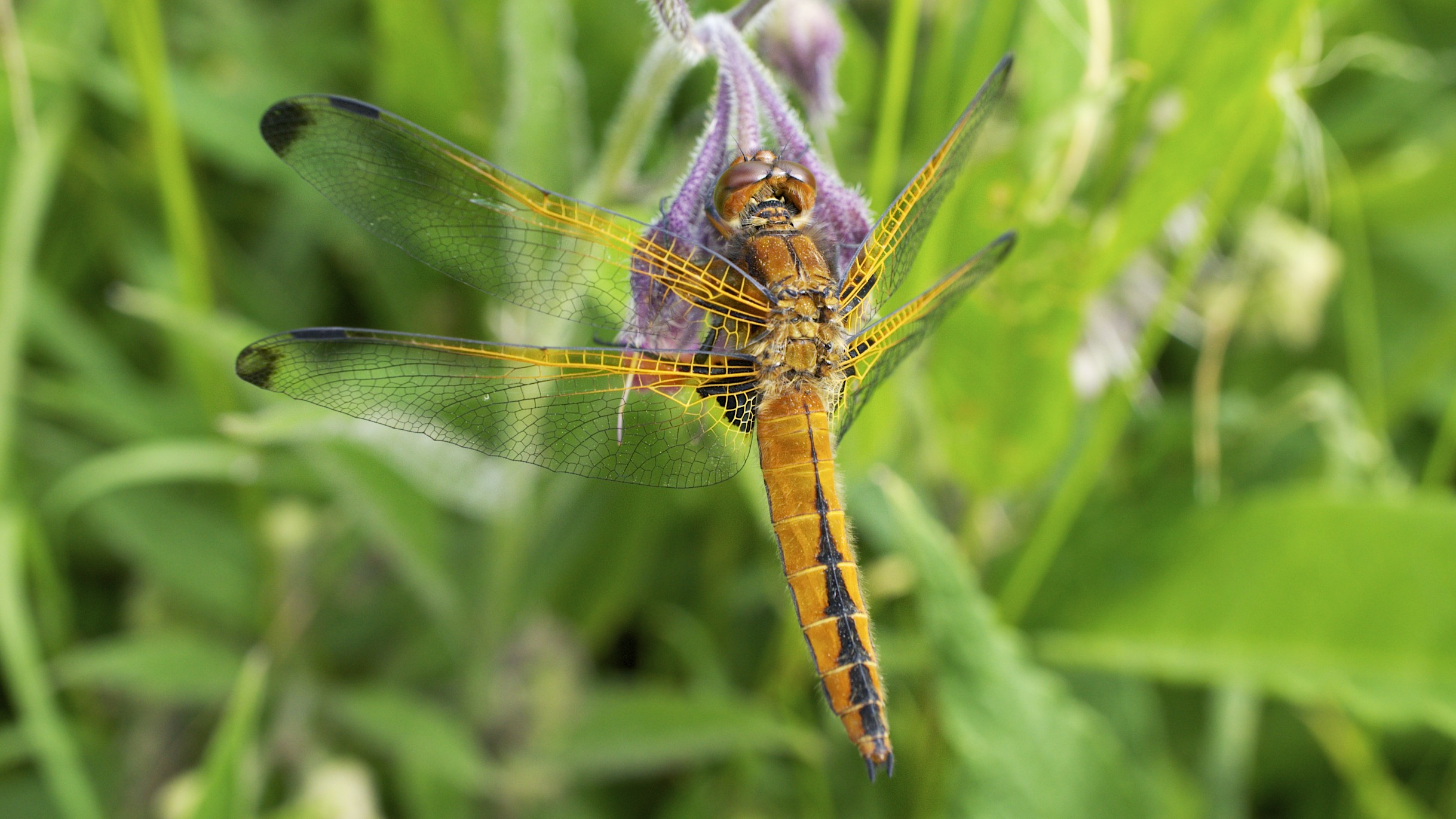
Femmina adulta (Regno Unito)